# Дарсі Маркардт
Дарсі Маркардт  (англ. Darcy Marquardt, 22 березня 1979) — канадська веслувальниця, олімпійська медалістка.

## Виступи на Олімпіадах
| Олімпіада   | Дисципліна                      | Місце |
| ----------- | ------------------------------- | ----- |
| Афіни 2004  | двійка розстібна без стернового | 4     |
| Пекін 2008  | вісімка розстібна зі стерновим  | 4     |
| Лондон 2012 | вісімка розстібна зі стерновим  | 2     |

## Зовнішні посилання
- Досьє на sport.references.com [Архівовано 29 серпня 2011 у Wayback Machine.]

1. ↑  Darcy Marquardt